# بير صابر شاه
سيد محمد صابر شاه المعروف بـ بير صابر شاه هو سياسي باكستاني من مقاطعة خيبر بختونخوا في باكستان . شغل منصب رئيس وزراء المقاطعة الثامن عشر من 20 أكتوبر 1993 إلى 25 فبراير 1994. وكان مستشارًا لرئيس وزراء باكستان نواز شريف من 1997 إلى 1999.